# Medaglie per il terremoto calabro-siculo
Le medaglie per il terremoto calabro-siculo sono onorificenze istituite dal Governo del Regno d'Italia per premiare il grandioso impegno di civili, militari, organizzazioni e sodalizi nel soccorrere e aiutare i superstiti, anche finanziariamente o provvedere ai bisogni dei danneggiati dal disastro.
Esistono due medaglie, una di benemerenza per le persone e gli enti e una commemorativa del soccorso prestato dalle persone nei luoghi devastati dal sisma tra il 28 dicembre 1908 fino a tutto il mese di marzo 1909.
Una medaglia commemorativa per il terremoto fu istituita anche dalla Croce Rossa Italiana ed una di benemerenza dall'Ordine di Malta.
Il terremoto calabro-siculo del 1908 è considerato uno degli eventi più catastrofici del XX secolo, si verificò alle ore 05:21 del 28 dicembre 1908 e causò un grandissimo numero di vittime e danni catastrofici alle città di Messina e Reggio di Calabria.

## Medaglia di benemerenza per il terremoto calabro-siculo
La medaglia di benemerenza per il terremoto calabro-siculo fu istituita dal Governo italiano con regio decreto n. 338 del 1909 per premiare gli enti e le persone che, in modo eminente, avevano acquistato titolo di pubblica benemerenza sia prodigando personalmente assistenza, cure, o aiuto ai superstiti, o concorrendo con cospicue elargizioni in loro favore, sia provvedendo ai servizi di salvataggio, o sanitari, o amministrativi, ovvero ai bisogni materiali o morali dei danneggiati dal disastro.
Il riconoscimento consisteva in un diploma di benemerenza e nella relativa medaglia d'oro, d'argento o di bronzo, oppure in un attestato di menzione onorevole se il grado di merito non era tale da essere ricompensato con una medaglia.

### Concessione
Gli atti meritori dovevano essere accertati, entro il 1909, con attestazioni delle autorità politiche locali o delle rappresentanze municipali, o mediante atti di notorietà su testimonianza di persone degne di fede.
Il re conferiva la medaglia o la menzione onorevole, con il relativo diploma, su proposta del Ministro dell'interno, in seguito al parere di una Commissione composta da:
- un consigliere di Stato designato dal Ministro dell'interno, che ne assumeva la presidenza; questo comma fu abrogato con Regio decreto n. 59 del 1911[4], con il quale il presidente della Commissione Pietro Bertarelli, dimissionario, fu sostituito dal conte Rinaldo Taverna, già membro della Commissione in quanto presidente della Croce Rossa Italiana;
- il direttore generale dell'amministrazione civile;
- il direttore generale della sanità pubblica;
- il direttore generale della pubblica sicurezza;
- il direttore generale dei servizi speciali al Ministero dei lavori pubblici;
- un ufficiale generale designato dal ministro della guerra;
- un ammiraglio designato dal ministro della marina;
- il comandante del corpo dei vigili di Roma;

un funzionario del Ministero dell'interno disimpegnava l'ufficio di segreteria della Commissione.
Con regio decreto 25 luglio 1909 n. 567, ritenuto necessario esaminare l'opportunità di concedere la ricompensa anche a sudditi ed enti stranieri che avevano concorso all'opera di soccorso ai danneggiati del terremoto, furono a chiamati a far parte della commissione anche:
- un direttore generale del Ministero degli affari esteri;
- il presidente della Croce Rossa Italiana.

Il re poteva conferire la medaglia anche su semplice proposta del Ministro degli interni nel caso previsto dal regio decreto n. 2706 del 1884, quando l'atto generoso era sufficientemente accertato per le circostanze di tempo e di luogo nelle quali era stato compiuto e per la qualità delle persone che vi avevano assistito.

### Insegne
Agli enti ed alle persone decorate veniva consegnato un diploma e la medaglia, coniata a spese dello Stato, a questo scopo fu stanziata la somma di lire 10.000; i nomi dei decorati erano pubblicati nella Gazzetta Ufficiale del Regno.

#### Medaglia
La medaglia fu istituita in due formati: una per gli enti, del diametro di quattro centimetri, ed una per le persone di tre centimetri e mezzo e in tre classi: d'oro, d'argento e di bronzo, secondo il grado di merito, e se questo non era tale da essere ricompensato con la medaglia, si poteva concedere al benemerito un attestato di menzione onorevole.
Le medaglie recano:
sul rectol'effigie del re con la leggenda intorno «Vittorio Emanuele III»;
sul versouna corona di quercia con la leggenda «Terremoto 28 dicembre 1908 in Calabria e in Sicilia».

#### Nastro
Le persone decorate portavano la medaglia al lato sinistro del petto, appesa ad un nastro largo trentasei minimetri di color verde con orli rossi di sei millimetri ciascuno; con Regio decreto 21 ottobre 1909 n. 719 il colore degli orli divenne bianco.

### Elenco dei decorati
L'elenco dei decorati delle medaglie d'oro, d'argento, di bronzo e della menzione onorevole fu ufficializzato con il Regio Decreto del 5 giugno 1910 pubblicato sulla Gazzetta Ufficiale del Regno d'Italia n° 131 (straordinario) del 5 giugno 1910, da Pag. 2777 a Pag. 2844.

## Medaglia commemorativa per il terremoto calabro-siculo
La medaglia commemorativa per il terremoto calabro-siculo fu istituita con regio decreto 20 febbraio 1910 n. 79 per celebrare l'opera soccorritrice e le azioni generose e filantropiche, compiute nei luoghi devastati dal terremoto del 28 dicembre 1908 in Calabria ed in Sicilia.
Avevano diritto di fregiarsi della medaglia tutte le persone nazionali e straniere che nei luoghi devastati dal terremoto e nel periodo di tempo dal 28 dicembre 1908 a tutto marzo 1909 avevano prestato opera soccorritrice per gli scopi indicati nell'art. 1 del regio decreto 6 maggio 1909 n. 338, ovvero sia prodigando personalmente assistenza, cure, od aiuto ai superstiti, o concorrendo con cospicue elargizioni in loro favore, sia provvedendo ai servizi di salvataggio, o sanitari, od amministrativi, ovvero ai bisogni materiali o morali dei danneggiati dal disastro.

### Concessione
L'opera di soccorso prestata dalle persone nei luoghi devastati dal terremoto era accertata con attestazione:
- dei capi locali delle varie amministrazioni dello Stato e dei capi dei vari corpi militari per quanto concerne le persone appartenenti a tali amministrazioni o corpi;
- del Comitato centrale dell'Associazione della Croce Rossa Italiana per le persone che fecero parte di squadre o comitati, alla dipendenza dell'Associazione stessa;
- del sindaco, col visto del prefetto della provincia, per le persone che fecero parte di squadre o di comitati, organizzati da comuni, da altri enti o da privati.

Per coloro che non facevano parte di comitati o di squadre di soccorso, l'accertamento si faceva con atti di notorietà su testimonianza di persone degne di fede, rese innanzi al pretore.
Le attestazioni dovevano essere presentate agli uffici competenti entro il 31 maggio 1910 e davano diritto a un diploma di autorizzazione a fregiarsi della medaglia commemorativa che, una volta riscontrata la regolarità delle attestazioni stesse, veniva rilasciato:
- dal Ministro dell'interno ai cittadini residenti nel Regno;
- dal Ministro degli affari esteri agli stranieri e ai cittadini italiani residenti all'estero;
- dai Ministri preposti alle singole amministrazioni dello Stato, compresi i corpi militari, dalle quali gli interessati rispettivamente dipendevano.

#### Concessione a stranieri
L'accertamento dell'opera soccorritrice, prestata nei luoghi devastati dal terremoto dagli stranieri e dai cittadini italiani residenti all'estero, avveniva secondo norme stabilite con decreto del Ministro degli affari esteri.
La medaglia entrò ufficialmente nel medagliere britannico con decreto del 1912 di Re Giorgio V, con il quale se ne autorizzò sia l'accettazione che il porto.

### Insegne
Come previsto dal provvedimento istitutivo la medaglia fu coniata dalla Regia Zecca di Roma, il prezzo fu fissato in lire 2,65.
La medaglia era data gratuitamente, a spese dello Stato, agli stranieri, ai militari del Regio Esercito e della Regia Marina, alle Regie Guardie di finanza, alle Guardie di città e ai militi dell'Associazione della Croce Rossa Italiana.
Ne esistono varianti sia d'argento che di bronzo prodotte da privati, come la Stefano Johnson.

#### Medaglia
La medaglia è in argento, del diametro di 32 millimetri, e reca:
sul rectol'effigie del re con la leggenda intorno: «Vittorio Emanuele III Re d'Italia»;
sul versouna corona di foglie di quercia con la leggenda «Medaglia commemorativa - Terremoto calabro-siculo 28 dicembre 1908».

#### Nastro
La medaglia si portava appesa al lato sinistro del petto con un nastro di seta di colore azzurro cupo della larghezza di 33 millimetri, con una fascia verticale bianca nello spazio centrale e larga 11 millimetri.
Con regio decreto 7 luglio 1910 n. 497 fu adottato un nastro differente, di colore verde, della larghezza di 36 millimetri, con tre fasce bianche verticali, larghe sei millimetri ciascuna, di cui due ai lati ed una nello spazio centrale del nastro medesimo.